# Silke Panten
Silke Panten (* 2. November 1979 in Hamburg) ist eine ehemalige deutsche Basketballspielerin.

## Laufbahn
Panten besuchte das Gymnasium Dörpsweg in Hamburg und legte dort 1999 das Abitur ab. Sie spielte in der 2. Bundesliga für den SC Rist Wedel und stieg mit diesem in der Saison 1999/2000 in die 1. Damen-Basketball-Bundesliga auf. Die Flügelspielerin zählte auch in der höchsten deutschen Spielklasse zum Wedeler Aufgebot. Im März 2001 stand sie mit dem Verein im deutschen Pokalwettbewerb im Endspiel, dort verlor man jedoch. Im Spieljahr 2001/02 trat Panten mit Wedel auch im europäischen Vereinswettbewerb Ronchetti Cup an, nach dem Saisonende schied sie aus dem Erstligaaufgebot aus. Von 2005 bis 2009 spielte Panten mit dem SC Alstertal-Langenhorn in der Regionalliga.